# Ninjin Club
Le Ninjin Club (文芸プロダクションにんじんくらぶ, Bungei purodakushon ninjin kurabu, litt. « Club carotte de production littéraire ») est une société de production indépendante japonaise, fondée en 1954 par les actrices Keiko Kishi, Yoshiko Kuga et Ineko Arima, et qui vise à garantir la liberté de travail des acteurs face aux contraintes des grands studios.

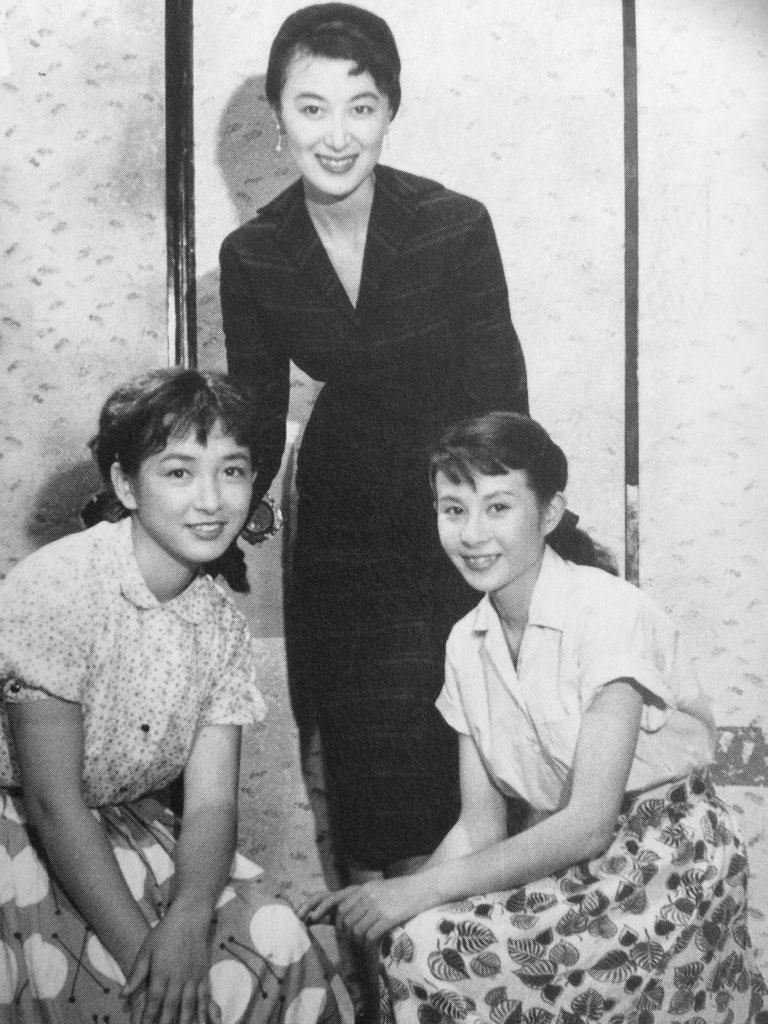
De g. à d. : Ineko Arima, Keiko Kishi, et Yoshiko Kuga en 1954.

## Films produits
- 1955 : Mune yori mune ni (胸より胸に?) de Miyoji Ieki
- 1957 : La Rivière noire (黒い河, Kuroi kawa?) de Masaki Kobayashi
- 1959-1961 : Trilogie La Condition de l'homme (人間の条件, Ningen no jōken?) de Masaki Kobayashi :
  - 1959 : Il n'y a pas de plus grand amour (人間の条件 第一部純愛篇、第二部激怒篇?)
  - 1959 : Le Chemin de l'éternité (人間の条件 第三部望郷篇、第四部戦雲篇?)
  - 1961 : La Prière du soldat (人間の条件 完結篇 第五部死の脱出、第六部曠野の彷徨?)
- 1961 : Les Grincheuses (もず, Mozu?) de Minoru Shibuya
- 1962 : L'Héritage (からみ合い, Karami-ai?) de Masaki Kobayashi
- 1962 : Mademoiselle Ogin (お吟さま, Ogin-sama?) de Kinuyo Tanaka
- 1962 : Mitasareta seikatsu (充たされた生活?) de Susumu Hani
- 1962 : Le Corps (裸体, Ratai?) de Masashige Narusawa
- 1964 : Fleur pâle (乾いた花, Kawaita hana?) de Masahiro Shinoda
- 1964 : Kwaidan (怪談, Kaidan?) de Masaki Kobayashi
- 1964 : La Fleur de l'âge, ou Les adolescentes (思春期, Shishunki?) de Gian Vittorio Baldi, Michel Brault, Jean Rouch et Hiroshi Teshigahara